# 1149
| 1149               |
| ------------------ |
| Dødsfald - Fødsler |
|                    |

| Gregoriansk kalender | 1149 MCXLIX             |
| Ab urbe condita      | 1902                    |
| Armensk kalender     | 598 ԹՎ ՇՂԸ              |
| Kinesiske kalender   | 3845 – 3846 戊辰 – 己巳 |
| Etiopisk kalender    | 1141 – 1142             |
| Jødisk kalender      | 4909 – 4910             |
| Hindukalendere       |                         |
| - Vikram Samvat      | 1204 – 1205             |
| - Shaka Samvat       | 1071 – 1072             |
| - Kali Yuga          | 4250 – 4251             |
| Iransk kalender      | 527 – 528               |
| Islamisk kalender    | 543 – 545               |

Konge i Danmark: Svend 3. Grathe, Knud 5. 1146-1157, Valdemar 1. den Store 1146-1182
Se også 1149 (tal)

## Begivenheder
- Den danske konge Svend Grathe afgiver Nørre, Øster og Sønder Herred på Bornholm til kirken
- 29. juni - i kamp om den korstogsbesatte by Antioch formår den muslimske Nur ad-Din at dræbe begge de kristne hæreførere, Raymond af Antioch og Ali ibn-Wafa